# Stockholm Rockets
Stockholm Rockets eller Hammarby speedway är en speedwayklubb i Stockholm. Klubben är en utvecklingsklubb inom Hammarby Speedway och kör sina hemmamatcher på Huddinge Motorstadion. Under 2008 tävlade klubben i Division 2.